# Ceriagrion sakejii
Ceriagrion sakejii е вид водно конче от семейство Coenagrionidae. Видът не е застрашен от изчезване.

## Разпространение
Разпространен е в Демократична република Конго и Замбия.